# Пікулі

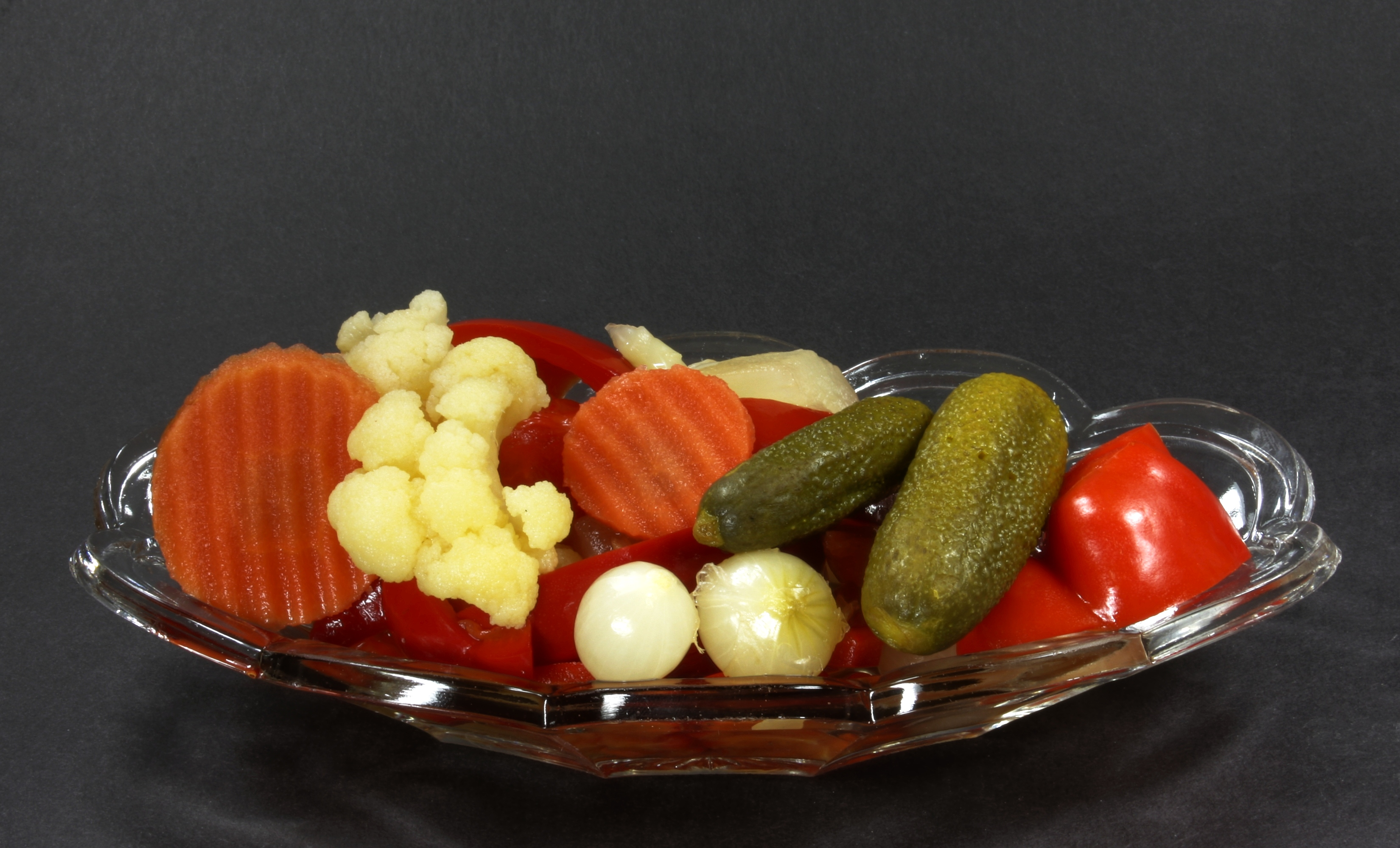
Mixed Pickles (9370-72).jpg

Пікулі (від англ. pickle «солити, маринувати») — суміш маринованих в оцті овочів: цибулі, часнику, дрібних огірків, помідорів, бобів гороху або квасолі, червоного перцю, моркви, баклажанів, цвітної капусти тощо.

## Приготування
Овочі злегка відварюють (баклажани і огірки обдають окропом) і відразу викладають у холодну воду. Потім відкидають на друшляк, складають у банку або емальований посуд, перешаровуючи зеленню кропу та петрушки, і заливають оцтовим розчином (4 %), додавши за смаком трохи солі та цукру.
Овочі використовують у кухнях багатьох країн світу. Так, наприклад, в американській кухні пікулі представляють собою нарізані огірки, цвітну капусту, цибулю й овочевий перець, а також спеції — часник, кріп, перець чилі та духмяний перець, залиті оцтом.